# I-PEX
I-PEX株式会社(アイペックス)（英: I-PEX Inc.）は、京都府京都市伏見区に本社を置く、コネクタ、センサ、半導体製造装置などをI-PEXブランドで開発、製造、販売するとともに、自動車部品や精密成形品、各種製造装置を受託製造する企業である。

## 沿革
- 1963年（昭和38年）7月 - 第一精工株式会社設立。
- 1980年（昭和55年） - 世界初の全自動半導体封止装置を発売。
- 2004年（平成16年）7月 - 株式会社アイペックスと経営統合。
- 2006年（平成18年）11月 - ジャスダックに上場。
- 2011年（平成23年）3月 - 東京証券取引所一部に上場。
- 2012年（平成24年）1月 - 株式会社アイペックスを吸収合併。
- 2020年（令和2年）8月 - I-PEX株式会社に社名変更。
- 2022年（令和4年）4月 - 東京証券取引所東京証券取引所第一部から、プライム市場へ移行。
- 2024年（令和6年）12月 - マネジメント・バイアウトの一環として、筆頭株主で創業家一族の資産管理会社であるDMC株式会社の子会社であるUDON株式会社が、株式公開買付けにより議決権所有割合ベースで51.64%の株式を取得。DMC株式会社は間接出資含め88.41%の株式を保有する親会社となる[2]。
- 2025年3月 - 東京証券取引所プライム市場上場廃止。株式併合により株主がUDON株式会社、DMC株式会社及び創業家一族のみとなる[1]。

## 主な事業
- コネクタ及びエレクトロニクス機構部品事業
- 自動車電装・関連部品事業
- 半導体設備及びその他の事業

## 事業所
- 本社 / 京都工場 - 京都府京都市伏見区
- 横浜オフィス - 神奈川県横浜市港北区
- 大阪オフィス - 大阪府大阪市北区
- 東京R&Dセンター - 東京都町田市
- 静岡R&Dセンター - 静岡県静岡市葵区
- 刈谷オフィス - 愛知県刈谷市
- 小郡工場 - 福岡県小郡市
- 大野城工場 - 福岡県大野城市
- 大刀洗工場 - 福岡県朝倉郡筑前町
- 山梨工場 - 山梨県山梨市
- 沖縄工場 - 沖縄県うるま市

## 関連会社

### 国内
- DJプレシジョン株式会社 - 福岡県小郡市
- I-PEX島根株式会社 - 島根県松江市
- I-PEX Piezo Solutions株式会社 - 山口県宇部市
- アイペックスグローバルオペレーションズ株式会社 - 沖縄県豊見城市

### 海外
- I-PEX USA Manufacturing Inc. - アメリカ
- I-PEX USA Components Inc. - アメリカ
- I-PEX USA LLC - アメリカ
- I-PEX Singapore Pte Ltd, - シンガポール
- IPEX Global Manufacturing (M) Sdn. Bhd. - マレーシア
- PT IPEX Indonesia Inc - インドネシア
- I-PEX Precision Mold & Plastics (Shanghai) Co., Ltd. - 中国
- I-PEX Precision Mold & Plastics (Dongguan) Co., Ltd. - 中国
- I-PEX (SHANGHAI) Co., Ltd. - 中国
- I-PEX Electronics (H.K.) Ltd. - 中国
- I-PEX Philippines Inc. - フィリピン
- I-PEX (Thailand) Co., Ltd. - タイ
- I-PEX Viet Nam Co., Ltd. - ベトナム
- I-PEX KOREA Co., Ltd. - 韓国
- I-PEX EUROPE Sarl - フランス